# برايان ستوكس
برايان ستوكس (بالإنجليزية: Brian Stokes)‏ هو لاعب كرة قاعدة أمريكي، ولد في 7 سبتمبر 1979 في مونتكلير في الولايات المتحدة.

## وصلات خارجية
- برايان ستوكس على موقع دوري كرة القاعدة الرئيسي (الإنجليزية)
- برايان ستوكس على موقعبيزبول رفرنس.كوم (الدوري الرئيسي) (الإنجليزية)
- برايان ستوكس على موقعبيزبول رفرنس.كوم (الدوري الثانوي) (الإنجليزية)
- برايان ستوكس على موقع إي إس بي إن.كوم (أم.أل.بي) (الإنجليزية)
- برايان ستوكس على موقع مشجعي الرسوم البيانية (الإنجليزية)